# Louise Weyland

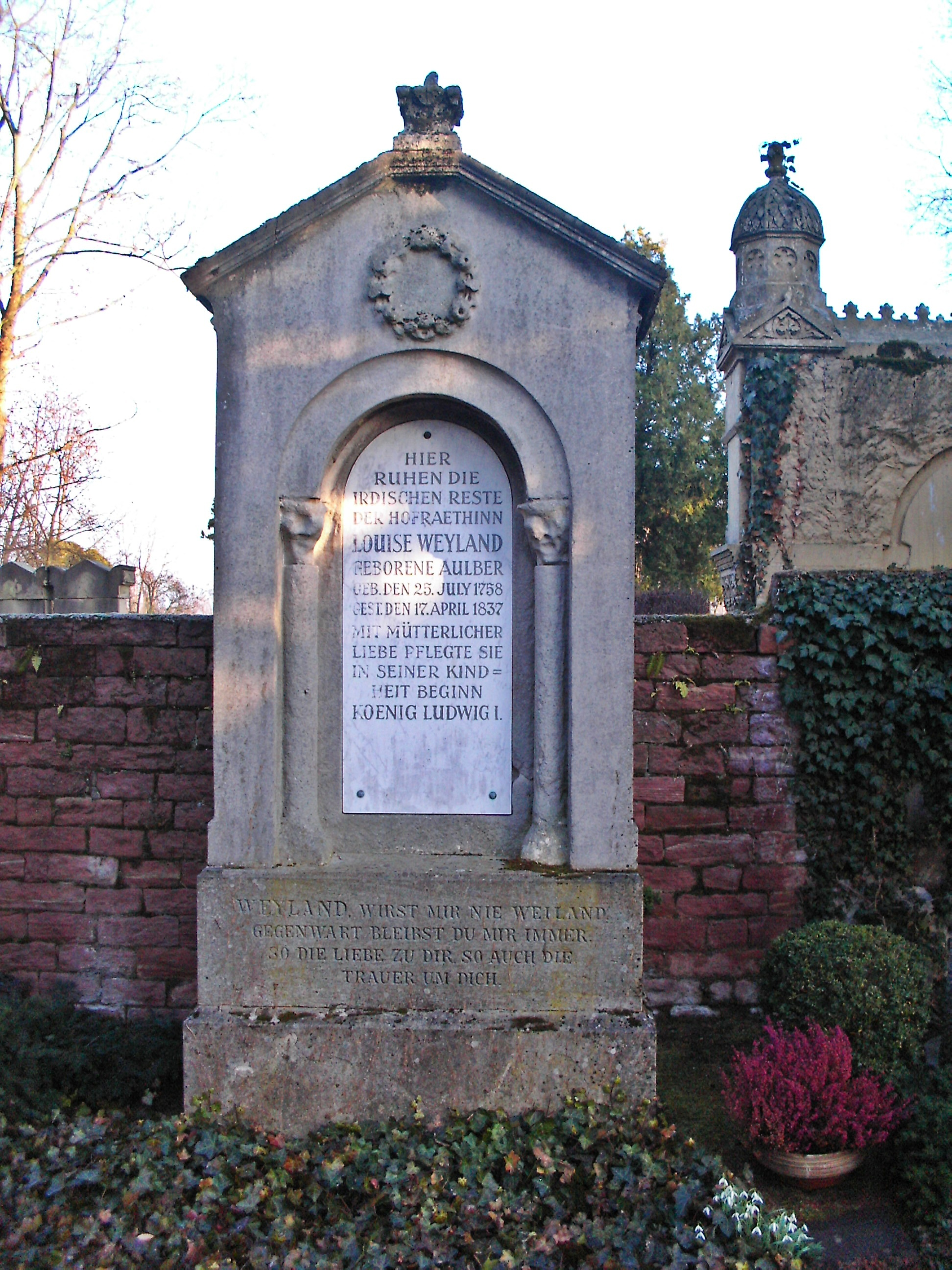
Grabmal von Louise Weyland in Mannheim, gestiftet von König Ludwig I. von Bayern

Louise Weyland; Geburtsname Louisa Sibylla Magdalena Aulber (* 25. Juli 1758 in Kutzenhausen, Elsass; † 17. April 1837 in Mannheim) war bayerische Hofrätin und Erzieherin der Kinder von König Maximilian I. Joseph, insbesondere von dessen Sohn Ludwig I.

## Leben und Wirken
Louise Weyland wurde als Tochter des Kammerrates Johann Franz Aulber und seiner Gattin Katharina Margareta, geb. Rosenstiel, im elsässischen Kutzenhausen geboren und heiratete 1781 den Arzt und Goethe-Freund Friedrich Leopold Weyland aus Buchsweiler im Elsass, dessen Familie aber aus Hessen stammte. Der gesamte Landstrich um Buchsweiler und Kutzenhausen gehörte damals zur Grafschaft Hanau-Lichtenberg, die auf dem Erbwege dem Landgrafen von Hessen-Darmstadt zugefallen war. Friedrich Leopold Weyland wirkte u. a. als Arzt in Frankfurt am Main und in Buchsweiler. Er trug den Titel eines landgräflichen Hofrates, starb jedoch schon 1785.
Louise Weyland konstatierte selbst, dass die Prinzessin Auguste Wilhelmine von Hessen-Darmstadt, welche 1785 den späteren bayerischen König Maximilian I. Joseph heiratete, von ihrer Mutter auf die Ehe vorbereitet worden war.
Als Maximilian Joseph und Auguste Wilhelmine 1786 ihr erstes Kind, den späteren König Ludwig I. erwarteten, engagierte man die verwitwete Louise Weyland als Kinderpflegerin und Erzieherin. Bis zum 7. Lebensjahr erzog sie Ludwig I. praktisch alleine und wurde seine engste Vertraute. Ebenso sorgte sie für die vier weiteren Kinder des Fürstenpaares. Die Familie lebte zunächst in Straßburg, von wo sie vor den Ereignissen der Französischen Revolution nach Darmstadt und schließlich nach Mannheim flüchtete. Herzogin Auguste Wilhelmine starb 1793 in Schloss Rohrbach bei Heidelberg, an Lungentuberkulose. Ihr Witwer Herzog Maximilian Joseph verehelichte sich nun mit Prinzessin Karoline Friederike Wilhelmine von Baden, mit welcher er weitere acht Kinder hatte, deren ältere ebenfalls noch von Louise Weyland betreut wurden. Trotz ihrer lutherischen Konfession arbeitete sie eng zusammen mit dem religiösen Erzieher der Fürstenkinder, Pater Joseph Anton Sambuga (1752–1815) und dem katholischen Hofmeister Joseph von Kirschbaum (1758–1848).
Herzog Maximilian Joseph erbte 1799 das Kurfürstentum Bayern, wurde Kurfürst und siedelte nach München über, wohin die Familie, Louise Weyland sowie Joseph Sambuga und Joseph von Kirschbaum folgten. 1806 wurde der Kurfürst König von Bayern und schenkte Hofrätin Weyland das Haus L 2, 3 in Mannheim, in das sie sich bald zurückzog. Hier verbrachte sie ihren Lebensabend und starb dort 1837.

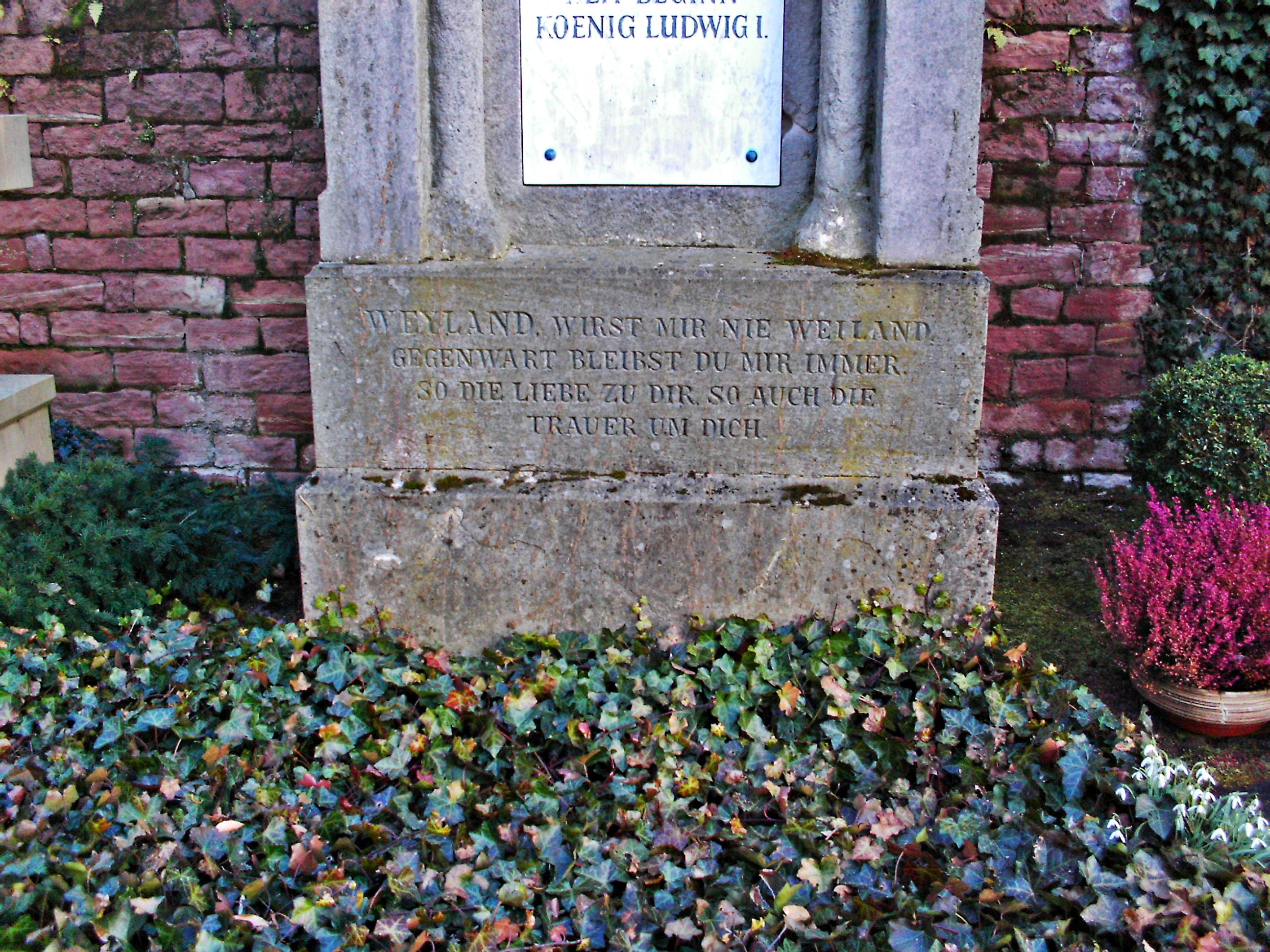
Grabspruch von König Ludwig I.

Besonders der spätere König Ludwig I. von Bayern betrachtete Louise Weyland als mutterähnlich, da er ab dem siebten Lebensjahr eine Stiefmutter hatte, Weyland aber noch von seiner richtigen Mutter engagiert worden war, die zu ihr auch ein vertrautes Verhältnis pflegte.

Er ließ u. a. 1827 vom Maler Georg von Dillis sein Porträt für sie fertigen, besuchte die pensionierte Hofrätin öfter in Mannheim und stiftete ihr ein Grabmal, das sich auf dem Hauptfriedhof Mannheim erhalten hat. Der Entwurf stammt von Friedrich von Gärtner, die Ausführung besorgte der Bamberger Bildhauer Adam Joseph Schäfer (1798–1871). Neben der Bemerkung „...mit mütterlicher Liebe pflegte sie in seiner Kindheit Beginn König Ludwig I.“, ließ der Monarch darauf den selbst gedichteten Spruch setzen:

„WEYLAND WIRST MIR NIE WEILAND, GEGENWART BLEIBST DU MIR IMMER. SO DIE LIEBE ZU DIR, SO AUCH DIE TRAUER UM DICH.“

Ein ähnliches Grabdenkmal ließ später auch König Ludwig II. seiner eigenen Erzieherin Sybilla von Leonrod in Augsburg errichten.
Der Schwager von Louise Weyland (Bruder ihres früh verstorbenen Gatten) war Philipp Christian Weyland (1765–1843), zuletzt Landschaftspräsident von Sachsen-Weimar-Eisenach.